# Hilton (Lichfield)
Hilton – wieś w Anglii, w hrabstwie Staffordshire. Leży 25 km na południowy wschód od miasta Stafford i 175 km na północny zachód od Londynu.